# Josef-Fredericks-Haus
Das Josef-Fredericks-Haus (englisch Josef Fredericks' House) ist das historische Wohnhaus von Nama-Kaptein Josef Frederiks II. (Fredericks) in der namibischen Ortschaft Bethanien in der Region ǁKaras. Es gilt als eines der ersten festen Gebäude von Europäern in Namibia.
Es ist seit dem 15. Juni 1951 ein Nationales Denkmal Namibias.

## Geschichte
Im Gebäude wurde das erste Abkommen der Nama mit den Deutschen, vertreten durch Gustav Nachtigal, geschlossen. Es handelte sich um den sogenannten Meilenschwindel der den Beginn Deutsch-Südwestafrikas im Lüderitzland besiegelte. Es diente zu dieser Zeit als eine Art Parlament des Bethanien-Nama-Rates.
Frederiks Nachfolger Paul Frederiks lebte unweit entfernt in einer Hütte, da Frederiks Ehefrau auch nach seinem Tod 1893 im Haus wohnte.

## Beschreibung
Das kleine Haus wurde aus flachen Steinen und Mörtel, mit einem Kameldorn-Dachstuhl, der mit Ried und Ton bedeckt ist, gebaut. Zwei Türen und ein zentrales Fenster kennzeichnen die Vorderseite, zwei Fenster und eine Tür sind auf der Rückseite zu finden. Es besteht aus vier Räumen mit Steinboden. Eine dreisprachige Gedenktafel erinnert an die Geschichte:

“The building was errected in 1883 and was used by Captain Frederiks as a dwellinghouse and Council Chamber on 28th October, 1884. The German Government's first treaty was signed hereby Frederiks and Dr Nachtigal.”

1906 wurde das Haus von den Witboois beschlagnahmt und diente danach vielen verschiedenen Personen als Wohnhaus. Seit 1990 steht es unter Verwaltung der Nama.

## Anmerkung
1. ↑  Anmerkung: Dieser Artikel enthält Schriftzeichen aus dem Alphabet der im südlichen Afrika gesprochenen Khoisansprachen. Die Darstellung enthält Zeichen der Klicklautbuchstaben ǀ, ǁ, ǂ und ǃ. Nähere Informationen zur Aussprache langer oder nasaler Vokale oder bestimmter Klicklaute finden sich z. B. unter Khoekhoegowab.